# Columbo: Wenn der Schein trügt
Wenn der Schein trügt (Originaltitel: Now You See Him…) ist eine erstmals im Rahmen der NBC-Sunday-Mystery-Movie-Serie gesendete Episode der Kriminalfilm-Reihe Columbo aus dem Jahr 1976. Die deutschsprachige Erstausstrahlung der fünften Folge der fünften Staffel erfolgte 1980 im Deutschen Fernsehen. Der US-amerikanische Schauspieler Jack Cassidy verkörpert als Zauberkünstler „Der Große Santini“ den Gegenspieler von Inspektor Columbo, dargestellt von Peter Falk.

## Handlung

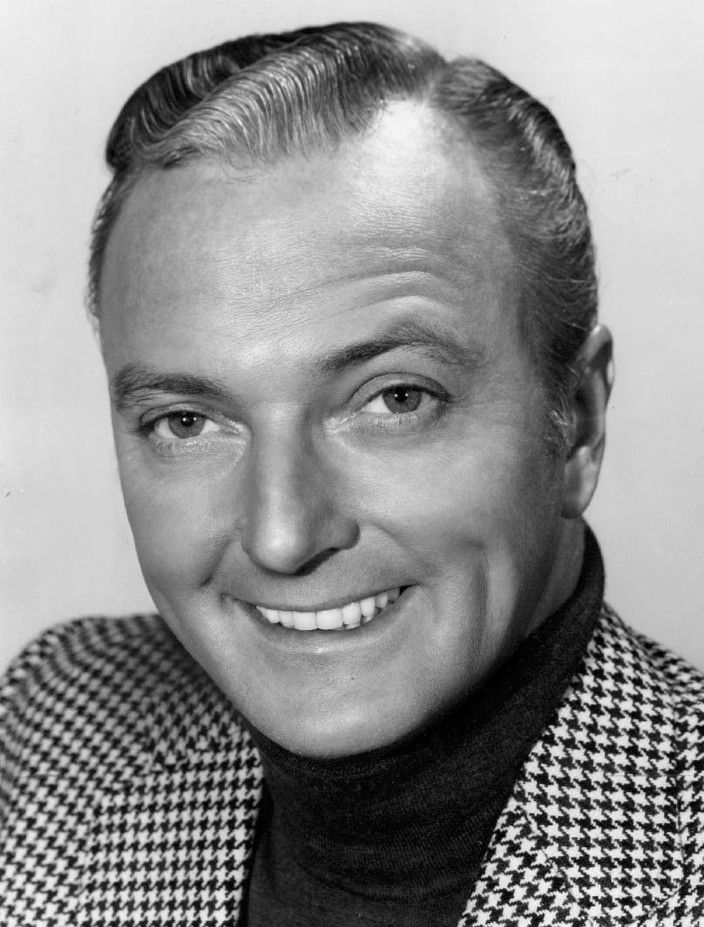
Jack Cassidy spielte als Zauberkünstler „Der Große Santini“ den Mörder

Der Zauberkünstler „Der Große Santini“ ist ein talentierter Illusionist mit einigen hervorragenden Tricks. Als sein Manager Jesse Jerome Santini in sein Büro zitiert, bemängelt er, dass Santini von den Einnahmen seiner letzten Tournee nur fünf Prozent Anteil abgeliefert hat anstatt der von Jerome geforderten fünfzig Prozent. Als Santini entgegnet, Jerome wolle ihn ausbluten lassen, konfrontiert ihn dieser mit seiner Vergangenheit als Stefan Müller, der im Zweiten Weltkrieg als junger Mann Unteroffizier der Waffen-SS war. Er würde ihn der Einwanderungsbehörde melden und an die Israelis verraten. Santini verlässt den Raum und plant, um seine Identität zu wahren, die Ermordung Jeromes.
Jeden Abend führt Santini im Rahmen des Kabaretts der Magie einen knapp zehnminütigen Wassertanktrick vor. Diese Zeitspanne nutzt er als sein Alibi. In der Garderobe im Keller versteckt Santini einen Revolver mit Schalldämpfer, eine Kellneruniform sowie ein Funkmikrofon mit Sender und Empfänger. Ein tägliches Ritual – ein Kellner bringt ihm während der Pause ein Glas Brandy – nutzt er zur Konstruktion eines Alibis. Als Kellner verkleidet, mit einem Tablett, darauf der Revolver unter einer Stoffserviette verborgen, geht Santini über die Hintertreppe durch die aufgrund des Hochbetriebs chaotische Küche, ohne auch nur von irgendjemand registriert, geschweige denn erkannt zu werden. Durch die Küche gelangt er in das Obergeschoss, wo sich Jeromes Büro befindet.
Zwischenzeitlich klopft der Kellner mit dem Brandy an. Mithilfe des Funkempfängers gaukelt Santini vor, sich in der Garderobe zu befinden. Er spielt ein Gedankenspiel mit dem Kellner. Dieser solle sich eine Zahl zwischen eins und vier ausdenken. Würde Santini diese nicht erraten, dürfe sich der Kellner fünf Dollar Trinkgeld aus der Garderobe holen. Der Kellner geht auf das Spiel ein und sagt Santini, er habe die Vier gewählt; daraufhin wird er angewiesen den Totenkopfschädel zu heben, auf dessen Unterseite ein Zettel klebt mit der Aufschrift „Ich wusste, du würdest die Vier wählen.“ An Jeromes Bürotür angekommen, merkt er, dass diese verschlossen ist. Aber nicht für einen Illusionisten. Mit zwei Stahlstiften öffnet er mühelos das Schloss. Jerome, der mittlerweile beim Verfassen des Schreibens an die Einwanderungsbehörde ist, bekommt dies mit, erhebt sich von seinem Bürosessel und wird augenblicklich vom eintretenden Santini erschossen. Die Waffe legt er neben dem Toten ab und auch die Serviette, die er zum Schutz vor Schmauchspuren nutzte. Am Schreibtisch nimmt er das Schreiben aus der Schreibmaschine und die sonstigen Papiere, die seine Herkunft belegen, an sich. Schnell ruft er vom Bürotelefon mit verstellter Stimme als Jerome in der Küche an und verlangt nach einem Kaffee ins Büro. Somit gaukelt er vor, Jerome sei noch am Leben. Er flüchtet auf demselben Weg, wie er kam, und verbrennt im Keller die Papiere. Der Kellner mit dem Kaffee findet die Leiche. Knapp vor Ende des Wassertanktricks schafft Santini es, sich umzuziehen und auf der Bühne als Helfer zu erscheinen. Als seine Tochter aus der Kiste steigt, demaskiert er sich unter tobendem Applaus und sieht aus dem Augenwinkel, wie der Kellner dem Manager das Ereignis mitteilt. 
Als Columbo auf der Szenerie eintrifft, wird er vom übereifrigen Sergeant John J. Wilson empfangen, den er schon von früheren Fällen kennt. Wilson hat im vollen Eifer angeordnet, alle Gäste müssten sich im Lokal für eine Befragung bereithalten, was Columbo für nicht notwendig hält. Mit Wilson untersucht er die Leiche, versucht den Hergang anhand der Position zu rekonstruieren und bemerkt das durchgeschwitzte Hemd Jeromes. Columbo fragt den Manager Harry Blandford, warum Jerome das Büro nicht verschlossen habe, wenn er die Einnahmen zählte. Dieser entgegnet, er mache das jedes Mal und habe sich sogar extra ein Sicherheitsschloss angeschafft. Da dieses aufgebrochen ist und die Tageseinnahmen nicht gestohlen wurden, wird Columbo skeptisch. Bei der ersten Befragung durch Columbo hält Santini sein Alibi noch zurück und beruft sich auf das Magierethos, keine Tricks zu verraten.
Columbo holt sich von der Spurensicherung das Spezialschloss aus Jeromes Büro und lässt es von einem Schlosser prüfen, der bestätigt, dass dieses Schloss mit Stahlstiften aufgebrochen worden ist, aber das könne nur ein absoluter Profi schaffen. Columbo beauftragt den Schlosser, ein Paar Handschellen so zu modifizieren, dass sie nicht aufgebrochen werden können. Am Abend besucht er die Vorstellung von Santini, lässt sich von diesem auf die Bühne holen, nachdem er sich förmlich aufgedrängt hat. Dort konfrontiert er Santini mit den Handschellen. Diese seien ausbruchssicher. Um seiner Ehre als Magier gerecht zu werden, geht Santini auf das Angebot ein und schafft es in Kürze, die Handschellen aufzubrechen und abzunehmen.
Während des Wassertanktricks schleicht sich Columbo in die Küche und wird aufgrund des Trubels nicht wahrgenommen. Erst nachdem er auf sich aufmerksam gemacht hat, meldet sich der Kellner, der den Kaffee servieren wollte. Von diesem erfährt er auch das tägliche Ritual des Gedankenspiels während der etwa zehn Minuten des Tricks. Er lässt den Kellner zeigen, wie er in den Keller kommt, wo er Santini trifft, der sich darüber mokiert, dass sein Trick aufgedeckt wird. Columbo sieht auch, wie Santinis Tochter über eine versteckte Falltür anstelle ihres Vaters in die versperrte Box für den Trick kommt.
Nach Abschluss des Termins spricht Columbo an der Bar mit einem alten Magierkollegen von Santini, George Thomas. Diesen besucht er am nächsten Tag in seiner mehr als bescheidenen Absteige und fragt ihn über Santini aus. Er kennt ihn schon sehr lange seit einer Europatournee, wo Santini einen „Akzent zum Davonlaufen“ gehabt habe und auch einen anderen Künstlernamen. Im weiteren Gespräch fragt Columbo, wie man stimmlich vortäuschen kann, sich an zwei Orten gleichzeitig zu befinden. Thomas erzählt ihm von den sogenannten Kopfnummern. Eine Assistentin lässt sich von einem Zuschauer im Publikum einen Gegenstand zeigen und teilt diesen dem „Hellseher“ auf der Bühne mittels eines kleinen versteckten Funkmikrofons mit wodurch diese den Gegenstand erraten kann. Mit diesem Wissen besucht Columbo einen Zauberladen und fragt den Inhaber, der ihn über die Welt der Magie und Tricks aufklärt, nach einem solchen Funkempfänger.
Santini trifft sich mit einer angehenden neuen Assistentin zum Essen, da seine Tochter ihren Freund auf seiner Gesangstournee begleiten möchte. Dort setzt sich Columbo an den Tisch und konfrontiert ihn mit dem Akzent und früheren Bühnennamen. Stolz präsentiert Santini, wie viele Akzente und Stimmen er imitieren kann. Im Büro angekommen, führt Columbo Sergeant Wilson den Trick vor, wie man eine Nummer errät. Wilson wählt die Zwei und Columbo weist ihn an, den Telefonhörer zu heben auf dessen Unterseite ein Zettel angebracht ist, auf dem „Ich wusste, Sie würden die Zwei nehmen“ steht. Wilson ist begeistert und Columbo klärt ihn auf. Für jede Zahl hat er einen Zettel unter einem anderen Gegenstand platziert; er hat diesen Trick im Zauberladen gekauft.
Columbo beschließt, mit Wilson nochmals das Büro Jesse Jeromes unter die Lupe zu nehmen. Am Weg aus dem Präsidium bemerkt Columbo einen Mitarbeiter am Wasserspender, der ein durchgeschwitztes Hemd trägt, das aber nur bis zur Hälfte nass ist. Auf die Frage, wo er denn gesessen sei, setzt sich der Mitarbeiter hin und Columbo sieht, dass die Schweißlinie genau mit der Lehne des Sessels übereinstimmt. Daraufhin holt er sich die Fotos vom Tatort und dieses Muster fällt ihm auch bei Jerome auf.
Im Büro werden alle Sessel kontrolliert. Da alle aus Stoff sind, kommt nur der Schreibtischstuhl infrage. Dort überlegen sie, was Jesse Jerome denn gemacht haben könnte. Wilson fällt die Schreibmaschine auf. Columbo spannt ein Blatt Papier ein und tippt einige Zeichen und wundert sich über die Funktionsweise. Wilson erklärt, das sei eine hochmoderne elektronische Kugelkopfschreibmaschine ohne Schlitten, bei der die Kugel über das Farbband und das Papier fährt. Auch das Farbband ist kein herkömmliches, sondern ein Plastikfarbband, wo der saubere Buchstabe auf das Papier gedruckt wird und einen entsprechenden Abdruck am Farbband hinterlässt. Auf dieser Kassette findet Columbo das Motiv.
Am Folgetag wird Santini ins Büro von Jesse Jerome bestellt. Dort angekommen, hört er durch die verschlossene Tür, wie Columbo mit Wilson diskutiert, er habe alle Beweise. Santini kehrt sofort um und zu seiner Überraschung trifft er Columbo im Zuschauerraum. Columbo konfrontiert ihn mit dem Funkmikrofon und dass er dieselbe Nummer abgezogen habe wie Santini in der Mordnacht. Als Motiv zeigt er Santini den Brief von Jerome, der anhand der Abdrücke am Farbband rekonstruiert werden konnte. Santini verbrennt den Brief in Magiermanier, Columbo zückt jedoch sofort den nächsten und auch Wilson und die anderen Polizisten tun dasselbe. Nach der Erklärung, wie sie zu den zahlreichen Kopien gekommen sind, gibt sich Santini geschlagen, gratuliert Columbo, bemerkt, dass er die Tat nicht bereue, und lässt sich widerstandslos abführen.
Als Running Gag hat Columbo von seiner Frau einen neuen dunkelgrauen Mantel geschenkt bekommen, in welchem er aber nicht nachdenken kann. Daher „vergisst“ er diesen öfter. Ab Mitte der Folge trägt er wieder seinen alten beigen Mantel. Columbos Assistent ist nach einem früheren Fall in der Episode Blumen des Bösen erneut der übereifrige Sergeant Wilson.

## Produktion
Der Film wurde in den USA erstmals am 29. Februar 1976 ausgestrahlt. In Deutschland erfolgte die Erstausstrahlung am 24. Mai 1980 in verkürzter Form. Dort wurde die Nazivergangenheit von Santini herausgekürzt und er wurde als englischer Bankräuber beschrieben. Ungekürzt wurde die Folge nach einer Neusynchronisation am 24. Mai 1993 auf RTL gesendet.
In der Folge Wenn der Schein trügt gibt es ein Wiedersehen mit Sergeant Wilson. Dieser hatte schon drei Jahre zuvor in Staffel 2 in Blumen des Bösen die Ermittlungen Columbos als streberhafter und erratischer Neuling „unterstützt“. Beim Wiedersehen in Staffel 5 freut er sich sichtlich, wieder mit Columbo arbeiten zu dürfen, während Columbo seine naiven Tipps wie schon zuvor ignoriert, aber immer seinen Fleiß lobt. Dass Sergeant Wilson in der früheren Folge den Vornamen Frederic trägt und beim Wiedersehen John heißt, wird in der IMDB unter der Rubrik „Patzer“ aufgeführt.
Gegen Ende des Entstehungsjahres der Episode starb Cassidy im Alter von 49 Jahren bei einem Brand in seiner Wohnung.

## Besetzung und Synchronisation
In Deutschland wurde der Film zweimal synchronisiert. Die erste Synchronisation führte Studio Hamburg Synchron durch und die zweite Neue Tonfilm München.
| Figur                              | Darsteller       | Deutscher Sprecher (ARD 1980) | Deutscher Sprecher (RTL 1993) |
| ---------------------------------- | ---------------- | ----------------------------- | ----------------------------- |
| Lieutenant Columbo                 | Peter Falk       | Klaus Schwarzkopf             | Horst Sachtleben              |
| Gaststars                          |                  |                               |                               |
| Der Große Santini / Stefan Mueller | Jack Cassidy     | Henry Kielmann                | Reinhard Glemnitz             |
| Sergeant John J. Wilson            | Bob Dishy        | Peter Kirchberger             | Oliver Stritzel               |
| Jesse T. Jerome                    | Nehemiah Persoff | Werner Schumacher             | Hans von Borsody              |
| Harry Blandford                    | Robert Loggia    | Wolfgang Kieling              | Fred Maire                    |
| Weitere Darsteller                 |                  |                               |                               |
| Della Santini                      | Cynthia Sikes    | Christa Berndl                | Madeleine Stolze              |
| Thackery                           | George Sperdakos | Lothar Grützner               | Tonio von der Meden           |
| Verkäufer                          | Thayer David     | Franz-Josef Steffens          | Manfred Erdmann               |
| George Thomas                      | Redmond Gleeson  | N. N.                         | Fred Maire                    |
| Danny Green                        | Patrick Culliton | Hans Sievers                  | Walter von Hauff              |
| Lassiter                           | Victor Izay      | Wolf Rahtjen                  | Gernot Duda                   |
| Rogers                             | Robert Gibbons   | Hans Paetsch                  | N. N.                         |
| Jefferson                          | Michael Payne    | N. N.                         | N. N.                         |

## Rezeption
Die Fernsehzeitschrift TV Spielfilm vergab eine positive Wertung (Daumen hoch): „Perfekter Mord? Wie immer eine Illusion.“
Das Lexikon des internationalen Films befand: „Spannende Unterhaltung, mit trockenem Humor aufgelockert.“
Der Autor Michael Striss wertete mit vier von vier Sternen (Höhepunkt). Er würdigte insbesondere das Skript und die Schauspieler: „Wer kann die Polizei so überzeugend an der Nase herumführen wie ein professioneller Magier? So war es nur eine Frage der Zeit, bis ein Vertreter dieser Zunft gegen den Inspektor antreten würde. Das Duell zweier solcher Schlitzohren macht diese Episode zu einem reinen Vergnügen. Dabei fällt es nicht einmal ins Gewicht, dass Kultmotive (bis auf die schöne Idee mit dem neuen Mantel) kaum vorkommen. Das gelungene Drehbuch wird mit Darstellern von Format wie Robert Loggia und Nehemiah Persoff gekrönt. Sie werden noch übertroffen von Jack Cassidy in seinem dritten und besten Auftritt. Leider sollte es sein unwiderruflich Letzter werden.“
Der Autor Mark Dawidziak ergänzte: „Angesichts der Faszination von Richard Levinson und William Link für Mord und Magie mutet es seltsam an, dass das Team keinen Columbo mit einem Zauberkünstler als Mörder geschrieben hat. Diese offenkundig notwendige Handlung fiel Michael Sloan zu, und er hat mit dem Konzept magische Arbeit geleistet. Die Schöpfer von Columbo müssen zufrieden gewesen sein. Die Episode erhält zusätzlichen Schwung durch das Fachwissen des Top-Illusionisten Mark Wilson, die eindringlichen und passenden Klänge von Henry Mancinis Charade (der Komponist war schließlich der Verfasser des Mystery Movie Theme) und die elegante Darbietung von Jack Cassidy, der den letzten seiner drei herausragenden Auftritte als Columbo-Mörder absolviert.“